# 魯西基科馬里夫齊
48°31′13″N 22°25′58″E / 48.52028°N 22.43278°E
魯西基科馬里夫齊（烏克蘭語：Руські Комарівці），是烏克蘭的村落，位於該國西部外喀爾巴阡州，由烏日霍羅德區負責管轄，始建於1500年，面積10.33平方公里，2001年人口1,576。